# Marian Sîntion
Marian-Rolf Sîntion (n. 25 august 1974, Mangalia, județul Constanța, România) este un jurist român, fost procuror și avocat în cadrul Baroului București. Este cunoscut pentru activitatea sa în combaterea criminalității organizate, traficului de droguri și corupției instituționale, precum și pentru rolul său ca Director General al Direcției Generale Anticorupție (DGA) din Ministerul Afacerilor Interne (MAI).

## Studii și formare
Marian Sîntion a intrat în anul 1988 la Liceul Economic Mangalia, unde a urmat o pregătire axată pe discipline economice și administrative. După 4 ani, în 1992, a fost admis la Facultatea de Drept a Universității „Alexandru Ioan Cuza” din Iași, una dintre cele mai prestigioase instituții de învățământ juridic din România.
Pe durata facultății, și-a aprofundat cunoștințele în domeniul dreptului, pregătindu-se pentru o carieră în justiție. A absolvit cu succes Facultatea de Drept în anul 1996, marcând astfel finalizarea unui ciclu educațional important pentru parcursul său profesional.
Imediat după absolvire, Marian Sîntion și-a început activitatea în Ministerul Public, unde a pus în practică cunoștințele acumulate, contribuind la dosare importante din domeniul anticorupției și al combaterii criminalității organizate.

## Carieră profesională

##### Activitatea de procuror:
Marian Sîntion și-a început cariera în magistratură la data de 1 decembrie 1996, în calitate de procuror la Parchetul de pe lângă Judecătoria Constanța, unde a desfășurat activități de urmărire penală privind infracțiuni de drept comun și infracțiuni contra patrimoniului.
Începând cu 1 martie 1999, a fost transferat la Parchetul de pe lângă Tribunalul Constanța, unde a instrumentat cauze mai complexe, de competența tribunalului, precum infracțiuni economice și fapte de violență gravă.
Între 10 aprilie 2001 și 9 martie 2005, a activat în cadrul Parchetului de pe lângă Înalta Curte de Casație și Justiție, în Secția de Combatere a Criminalității Organizate și Antidrog. A fost implicat în anchete transfrontaliere privind rețele de trafic de droguri și criminalitate organizată, colaborând cu structuri internaționale de aplicare a legii.

##### Director General al Direcției Generale Anticorupție:
La data de 9 martie 2005, Marian Sîntion a fost numit Director General al Direcției Generale Anticorupție (DGA), o structură specializată a Ministerului Afacerilor Interne (MAI). Pe durata mandatului său, care s-a încheiat la 6 martie 2007, a coordonat reforme majore în prevenirea și combaterea corupției în cadrul structurilor MAI, promovând măsuri pentru creșterea transparenței și integrității instituționale.

##### Alte funcții:
Între 7 mai și 5 noiembrie 2007, a ocupat funcția de consilier al ministrului Administrației și Internelor, oferind expertiză în politici anticorupție și contribuind la elaborarea strategiilor naționale de securitate. În această perioadă, a colaborat cu instituții naționale și internaționale în implementarea reformelor anticorupție.

##### Activitate în DIICOT:
În perioada 5 noiembrie 2007 – 1 iulie 2009, Marian Sîntion a fost procuror în cadrul Direcției de Investigare a Infracțiunilor de Criminalitate Organizată și Terorism (DIICOT), coordonând investigații complexe asupra rețelelor de trafic de droguri, trafic de persoane și criminalitate informatică, cu implicații naționale și internaționale.

##### Parchetul de pe lângă Înalta Curte de Casație și Justiție:
În intervalul 1 iulie 2009 – 1 februarie 2022, a activat în cadrul Parchetului de pe lângă Înalta Curte de Casație și Justiție, implicându-se în investigarea unor dosare complexe de corupție, criminalitate organizată și infracțiuni economico-financiare. A elaborat rechizitorii importante și a contribuit la strategii de urmărire penală în cauze de interes public major.

##### Activitatea de avocat:
Începând cu 21 martie 2023, Marian Sîntion este membru al Baroului București, exercitând profesia de avocat specializat în drept penal și administrativ. Oferă consultanță juridică, asistență și reprezentare în fața instanțelor în cauze de corupție, criminalitate organizată și infracțiuni economice.

## Cunoscut pentru
Marian Sîntion este cunoscut în special pentru activitatea sa ca director general al Direcției Generale Anticorupție (DGA) din Ministerul Administrației și Internelor, unde a avut un rol central în combaterea corupției în cadrul Ministerului.
Este cunoscut mai ales pentru coordonarea anchetei împotriva rețelei infracționale „Cămătarilor”, care se ocupa cu împrumuturi ilegale și avea legături cu polițiști corupți, fiind o anchetă extrem de mediatizată și controversată.
În timpul mandatului său, a fost implicat în numeroase controverse, inclusiv acuzații și presiuni legate de abuz în serviciu, iar în martie 2007 a demisionat, invocând dificultăți legate de mediu și presiuni externe.
După această perioadă, a continuat să activeze în domeniul juridic ca avocat și analist anticorupție, implicându-se în mai multe litigii publice și acuzații reciproce cu reprezentanți ai instituțiilor de ordine.
Mai este cunoscut pentru rolul său important în fondarea Direcției Generale Anticorupție (DGA), instituția specializată în combaterea corupției în cadrul Ministerului Administrației și Internelor. 

## Apariții în presă și controverse
„Filajul la procuror”, Jurnalul Național, 2007 — Articol de investigație care descrie modul profesionist în care procurorul Marian Sîntion a fost urmărit de o echipă de filaj, cu vehicule și echipamente atribuite unor structuri ale MAI
„Filorii sunt de la Interne”, Jurnalul.ro (31 octombrie 2007) — Dezvăluire conform căreia filajul împotriva lui Sîntion ar fi fost orchestrat de instituții din minister
Procurorul Marian Sîntion cere protecție ministrului de Interne”, Antena 3, 30 octombrie 2007 — Sîntion solicită intervenția mai multor instituții (SRI, SIE etc.) pentru a determina cine îl urmărește
„Procurori cu dublă comandă...”, Evenimentul Zilei, 27 septembrie 2024 — Interviu în care Sîntion discută despre influența serviciilor de informații în sistemul de justiție și conceptul de „procurori cu dublă comandă”
Demisie din DGA: În martie 2007, Marian Sîntion și-a înaintat demisia din funcția de director al Direcției Generale Anticorupție, invocând motive profesionale și dificultăți legate de contextul instituțional.
Plângere împotriva conducerii DGA: Ulterior, Sîntion a depus o plângere împotriva conducerii DGA, acuzând abuz în serviciu și omisiunea sesizării organelor judiciare. De asemenea, a formulat acțiuni în instanță împotriva Ministerului Internelor și Reformei Administrative, precum și a Direcției Generale de Informații și Protecție Internă, solicitând daune pentru încălcarea drepturilor sale.
Controverse legate de ministrul de Interne: În primăvara anului 2007, Marian Sîntion a afirmat că ministrul de Interne de la acea vreme, Vasile Blaga, a exercitat presiuni asupra sa pentru a înceta anumite anchete, inclusiv una care viza conducerea Jandarmeriei Române. Sîntion a relatat un schimb de replici telefonice cu ministrul, descris ca fiind unul tensionat.
Acuzații ale fostului șef DGA la adresa ministrului Vasile Blaga – Europa Liberă, 14 martie 2007: Sîntion declară public că ar fi fost presat de ministrul de interne pentru a opri anchete anticorupție. 
„Procurorul Marian Sîntion pregătește un cutremur la Interne” – Curentul, 23 septembrie 2007: articol despre propuneri de comasare a instituțiilor MAI lansate de Sîntion în contextul structural.